# چرولیونیه بورونی
چرولیونیه بورونی (به لاتین: Chervlyonnye Buruny) یک منطقهٔ مسکونی در روسیه است که در داغستان واقع شده‌است.